# 조타촌
조타촌(일본어: 造田村)은 일본 가가와현 오카와군에 있던 촌이다. 현재의 사누키시에 해당한다.

## 역사
- 1890년 2월 15일 - 정촌제 시행에 수반해, 산가와군 3촌의 구역으로 조타촌이 성립하였다.
- 1899년 4월 1일 - 오카와군 소속이 되었다.
- 1956년 9월 16일 - 구 나가오정과 신설합병해, 새로운 나가오정이 성립, 동일 조타촌은 폐지되었다.

## 참고 문헌
- 角川日本地名大辞典編纂委員会, 『角川日本地名大辞典 43 香川県』, 1985, 角川書店
- 四国新聞社 編『香川年鑑』 昭和31年、四国新聞社、高松市、1955年12月15日。 NCID BB10788678。OCLC 52393151。